# Гута-Завадзька
Гута-Завадзька (пол. Huta Zawadzka) — село в Польщі, у гміні Ковеси Скерневицького повіту Лодзинського воєводства.